# Foroszcza Mała
Foroszcza Mała (ukr.  Мала Хвороща) – wieś na Ukrainie w rejonie samborskim obwodu lwowskiego.